# Gaston Heuet
Gaston Heuet (n. 11 noiembrie 1892, Buenos Aires, Argentina – d. 18 ianuarie 1979, Grandvilliers, Picardie⁠(d), Franța) a fost un atlet ce a reprezentat Franța, medaliat olimpic. A participat la trei ediții ale Jocurilor Olimpice (1912, 1920, 1924) în care a câștigat o medalie de bronz în proba de cros pe echipe.

## Palmares
| An   | Competiție        | Locație           | Loc | Eveniment        | Note    |
| ---- | ----------------- | ----------------- | --- | ---------------- | ------- |
| 1912 | Jocurile Olimpice | Stockholm, Suedia | –   | 5000 m           | NT      |
| 1912 | Jocurile Olimpice | Stockholm, Suedia | 12  | 10 000 m         | NS      |
| 1912 | Jocurile Olimpice | Stockholm, Suedia | –   | maraton          | NS      |
| 1920 | Jocurile Olimpice | Anvers, Belgia    | –   | 5000 m           | NS      |
| 1920 | Jocurile Olimpice | Anvers, Belgia    | 10  | 10 000 m         | NT      |
| 1920 | Jocurile Olimpice | Anvers, Belgia    | –   | 3000 m obstacole | NS      |
| 1920 | Jocurile Olimpice | Anvers, Belgia    | 4   | 3000 m pe echipe | 30 pct. |
| 1920 | Jocurile Olimpice | Anvers, Belgia    | 8   | cros             | 28:10.0 |
| 1920 | Jocurile Olimpice | Anvers, Belgia    | 5   | cros pe echipe   | 40 pct. |
| 1924 | Jocurile Olimpice | Paris, Franța     | 12  | 10 000 m         | 32:52,0 |
| 1924 | Jocurile Olimpice | Paris, Franța     | 10  | cros             | 37:52,0 |
| 1924 | Jocurile Olimpice | Paris, Franța     | 3   | cros pe echipe   | 20 pct. |